# 可折叠屏式计算机
可折叠计算机又名可折叠笔记本电脑。（英语： Foldable PC & Foldable Computers）是属于便携式计算机的一类， 它借鉴了类似于可折叠式智能手机的设计又相当于是笔记本和平板电脑的结合体。

## ThinkPad X1 FOLD 系列
在2020年11月，联想集团公司首次向全球发布了世界首台"13.3英寸的"概念折叠式计算机 THINKPAD X1 Fold产品。其首次搭载英特尔第10代 Lakefield混合架构酷睿i5-L16G7 CPU 5核5线程 的折叠电脑。

## ASUS ZENBOOK 17 FOLD OLED
2022年8月4日，华硕宣布 ZenBook 17 Fold OLED 折叠屏笔记本将于2022年8月31日发布，这是全球首款基于17.3英寸可折叠OLED屏电脑。其搭载英特尔第12代酷睿I7-1250U的折叠电脑

## 折叠屏式计算机产品列表
- ThinkPad X1 Fold Gen 1（2020年）
- ASUS ZenBook 17 Fold OLED （2022年）
- ThinkPad X1 Fold Gen 2（2022年）
- 华为MateBook Fold 非凡大师（2025年）

## 外部連結
- ThinkPad X1 Fold | Foldable PC, OLED Laptop | Lenovo US（页面存档备份，存于）
- Zenbook｜Laptops For Home｜ASUS Global （页面存档备份，存于）